# الاتحاد العربي السوري للفروسية
الاتحاد السوري للفروسية (ويعرف اختصاراً بـ "SEF") هو الجهة المنظمة للمسابقات المتعلقة بالخيول في سوريا.